# Anna Linnéa Sövgren
Anna Linnéa Sövgren, folkbokförd Söfgren, gift Braesch-Andersen, född 11 juni 1926 i Ystad, död 17 februari 1986 i Östra Eneby församling i Norrköping, var en svensk friidrottare (häcklöpning). Hon representerade Malmö AI.